# 11814 Schwamb
A 11814 Schwamb (ideiglenes jelöléssel (11814) 1981 EW26) a Naprendszer kisbolygóövében található aszteroida. Schelte J. Bus fedezte fel 1981. március 2-án.

## Kapcsolódó szócikk
- Kisbolygók listája (11501–12000)